# Pseudeuophrys pallidipes
Pseudeuophrys pallidipes är en spindelart som beskrevs av Dobroruka 2002. Pseudeuophrys pallidipes ingår i släktet Pseudeuophrys och familjen hoppspindlar. Inga underarter finns listade i Catalogue of Life.